# Tensión peruano-ecuatoriana de 1910
La tensión peruano-ecuatoriana de 1910 ocurrió en el marco del conflicto limítrofe entre el Perú y el Ecuador, a raíz del inminente fallo arbitral del Rey de España en dicho conflicto. La prensa ecuatoriana difundió la noticia de que el fallo sería adverso para los intereses del Ecuador, desatándose en este país una ola de protestas contra el país del sur, en las que fueron atacadas las legaciones del Perú en Quito y Guayaquil, en los que se mancilló el escudo peruano, enterados en el Perú de estos hechos, la población de Lima y Callao respondió de igual manera, atacando las oficinas del consulado y la embajada ecuatoriana en el Perú. El Perú exigió satisfacciones al gobierno ecuatoriano, que se negó a darlas, por lo que las fuerzas de ambos países se aprestaron para un enfrentamiento bélico. La intervención de Estados Unidos, Brasil y Argentina, evitó que dicha tensión desembocara en conflicto armado.

## Antecedentes
El origen del litigio limítrofe entre Perú y Ecuador, se remonta a los albores republicanos y se concreta en los reclamos del Ecuador sobre las provincias peruanas de Tumbes, Jaén y Maynas. En 1887, los gobiernos de ambos países decidieron encarar el asunto y acordaron someter la cuestión al arbitraje del Rey de España. Sin embargo, luego quisieron entrar en negociaciones directas y firmaron en 1889 el Tratado García-Herrera, que no llegó a ser ratificado por los congresos de ambos países. El litigio quedó entonces pendiente.
Al iniciarse el siglo XX, se sucedieron incidentes en la frontera, debido a la persistencia de Ecuador en querer ocupar territorios que el Perú reclamaba como suyos. El 26 de junio de 1903 ocurrieron choques armados en Angoteros, en la zona del río Napo, originados por el avance de un destacamento ecuatoriano en territorio peruano, el cual fue rechazado por las tropas peruanas al mando del capitán Juan Chávez Valdivia. Este incidente revivió la necesidad de llegar a un acuerdo, por lo que, el 16 de febrero de 1904, ambas partes acordaron continuar el juicio arbitral ante el Rey de España, que por entonces era el borbón Alfonso XIII. Otro incidente armado ocurrió poco después, esta vez en Torres Causana, el 28 de julio de 1904, donde una vez más los peruanos rechazaron un avance ecuatoriano sobre su territorio.
Los comisionados peruanos que redactaron y presentaron el alegato peruano ante el rey de España fueron Mariano H. Cornejo y Felipe de Osma y Pardo. Dicho alegato constaba de cuatro volúmenes, más siete volúmenes de documentos anexos y un índice, que constituyen una obra maestra de carácter histórico.
Fracasadas las gestiones para un arreglo directo, quedó en pie el arbitraje español. En 1910 se supo que el Congreso del Estado Español había preparado un laudo arbitral en el que el Rey se pronunciaría dividiendo el territorio en disputa con una línea similar a la Herrera-García con una reducción adicional para el Ecuador. El posible resultado disgustó a ambas partes.

## La rebelión del Ecuador contra el fallo arbitral

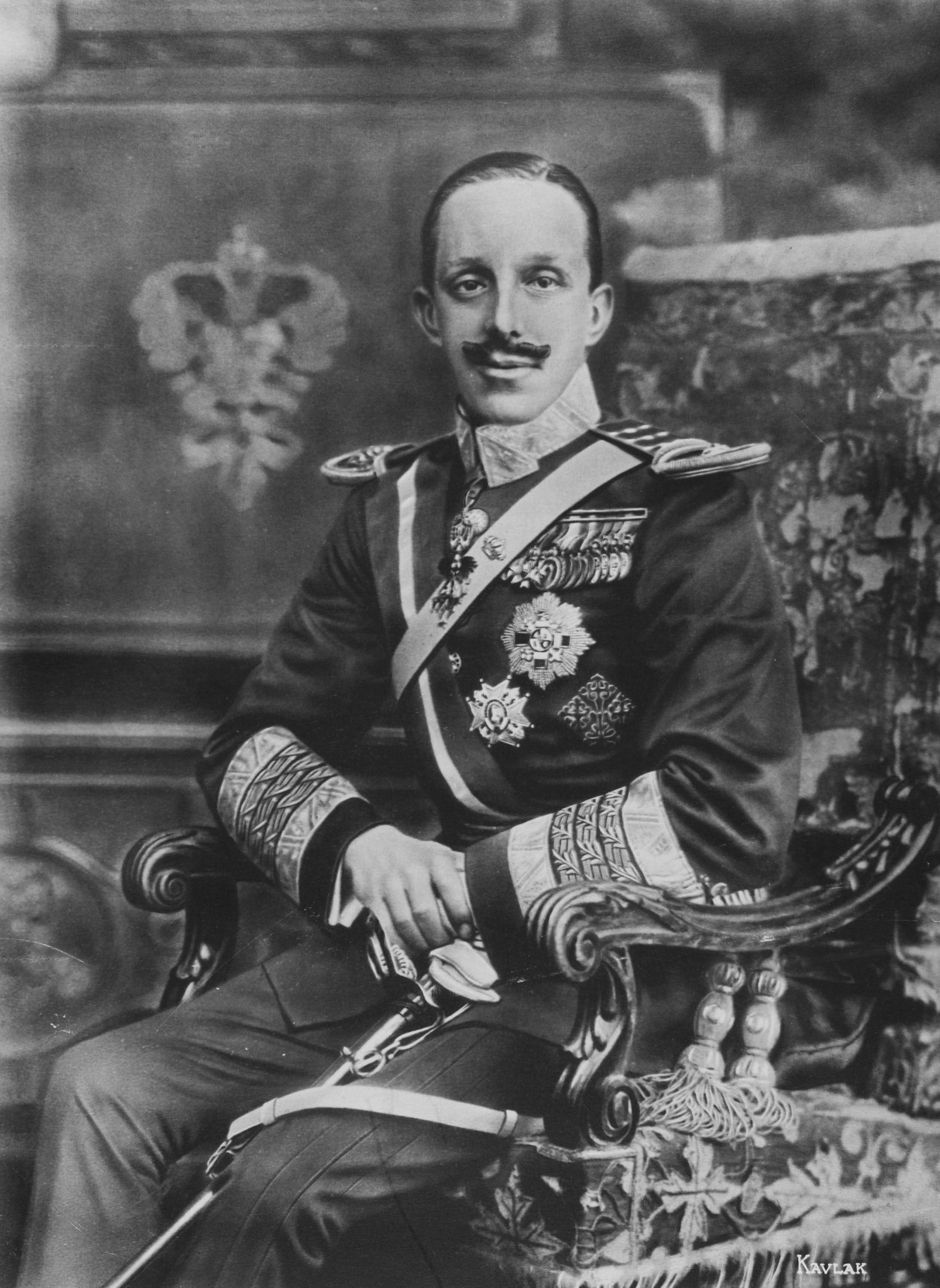
Alfonso XIII, rey de España, cuya arbitraje se solicitó para resolver el litigio limítrofe entre Perú y Ecuador.

En 1910, estando el rey de España próximo a dar su fallo, el Ecuador se rebeló contra el mismo, pues por una infidencia logró enterarse de su contenido, que le pareció adverso. La prensa ecuatoriana publicó parte de la sentencia de dicho arbitraje. El 3 y 4 de abril de 1910 hubo graves ataques de parte de la población civil ecuatoriana a las legaciones peruanas en Quito y Guayaquil.  El escudo peruano fue arrastrado por las calles, el vapor peruano Huallaga anclado en Guayaquil fue atacado a balazos y se saquearon propiedades peruanas de la manera más impune. El Ministro del Interior y la Policía hizo un llamado a la población a mantener la compostura y a no entorpecer las acciones pacíficas del gobierno. Enterados en el Perú de estos hechos, la población de Lima y Callao respondió de igual manera, hubo manifestaciones en Lima, recorrieron las calles gritando hostilmente contra el Ecuador, arrancaron los escudos de la Legación y Consulado, en El Callao también destrozaron inmuebles del consulado, en Paita recorrieron las calles sin ofender al cónsul, los días 4 y 5 de abril.

## La movilización militar
Eloy Alfaro, el Presidente del Ecuador, obligado a seguir la corriente nacionalista de su país, nombró una Junta Patriótica Nacional encabezada por Federico González Suárez y Luis Felipe Borja Pérez e integrada por las personas más representativas del país, para que le asesorasen en la solución de este problema. Los pronunciamientos patrióticos de esta Junta levantaron a todos los ecuatorianos que, al grito de "Tumbes, Marañón o la guerra", rodearon al Presidente Alfaro en forma monolítica para enfrentar al Perú. El Presidente Alfaro adquirió armamento moderno; fortificó la ciudad de Guayaquil y el Golfo de Guayaquil y ordenó la organización de las guardias nacionales, alcanzando los 28 mil soldados, según el mismo Alfaro podía elevarlos hasta los 60 mil soldados.

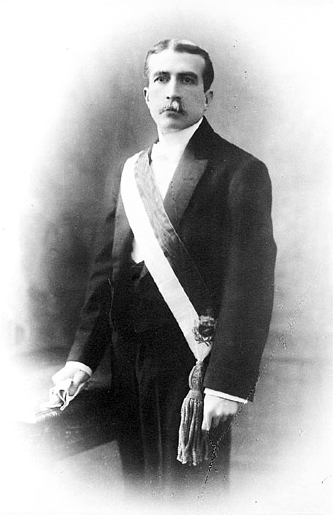
Augusto B. Leguía, presidente del Perú de 1908 a 1912.

Por su parte, el Perú, regido entonces por Augusto B. Leguía en su primer gobierno, decretó la movilización del ejército hacia la frontera norte. La población peruana respondió con patriotismo al llamado y la juventud en masa acudió a enrolarse voluntariamente; también hubo numerosos donativos de parte de la población. En total, se puso en pie de lucha a 23.000 hombres. El encargado de dirigir las fuerzas peruanas fue el general Enrique Varela Vidaurre. El ministro de guerra era el general Pedro E. Muñiz.

## La mediación de Estados Unidos, Brasil y Argentina
Antes de recurrir a la guerra, el Perú exigió reparaciones al Ecuador. Este contrapropuso que se dieran “satisfacciones mutuas”, lo que fue rechazado por el Perú, ya que las ofensas las había iniciado Ecuador. La guerra era ya inminente, cuando en esos momentos candentes, intervinieron voluntariamente como mediadores Estados Unidos, Brasil y Argentina, quienes, en un acto sin precedentes, lograron apaciguar los ánimos de los contendientes (22 de mayo de 1910). Se trató de un hito en la historia de la diplomacia mundial, pues por primera vez se cumplía lo establecido en la Convención de La Haya de 1907 sobre lo concerniente al arreglo pacífico de los conflictos.
El 18 de mayo de 1910 el Rey de España resolvió inhibirse de dictar el laudo arbitral y dejó a las partes la responsabilidad de continuar, por sí solas, en su arreglo limítrofe.
No pocos estuvieron en el Perú descontentos con el apaciguamiento, pues habían apostado por la guerra para solucionar un conflicto que tendía a hacerse centenario. Se dijo que muchos enrolados, al conocer la noticia del éxito de la mediación, dieron vivas a la guerra y mueras al gobierno. El mismo general Pedro E. Muñiz renunció al ministerio de Guerra, según él por razones de salud, aunque se dijo que en realidad fue como protesta por la desmovilización, ya que, según su opinión, el origen profundo del conflicto no había sido resuelto.

## La actitud de Chile
Cabe destacar que por entonces el Perú no solo tenía litigios limítrofes con Ecuador, sino también con Chile y Colombia. Con Brasil y Bolivia, los acababa de resolver el año anterior. Sin duda, el problema más álgido era el enfrentado con Chile, por la cuestión de Tacna y Arica. Existen indicios que, durante la tensión peruano-ecuatoriano de 1910, agentes chilenos actuaron como azuzadores dentro el Ecuador e incluso el gobierno de Chile llegó a proporcionar armas a este país. Textualmente dice el historiador Jorge Basadre: «A los agravios recibidos en Tacna y Arica, el Perú sumaba entonces los derivados de la acción chilena ante los países limítrofes; ella había llegado, según comprobadas versiones peruanas, al suministro de elementos bélicos al Ecuador.» Más adelante específica esto último: «El gobierno de este país [Chile] remitió armamento para el ejército del Ecuador; parte del envío llegó a Guayaquil en el vapor Maullín.»
La misma población ecuatoriana vio a Chile y a Colombia como presuntos aliados suyos en la contienda con Perú y organizaron actos a favor de ambos países.

## En la literatura

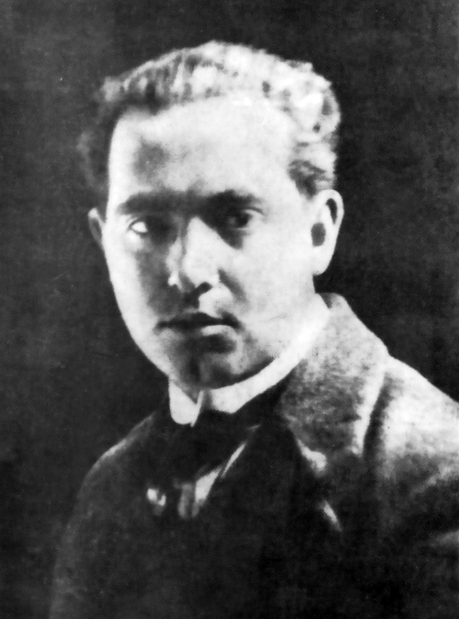
El escritor Abraham Valdelomar se alistó como voluntario durante el conato de guerra peruano-ecuatoriana en 1910 y escribió a propósito unas notables crónicas bajo el epígrafe de Con la argelina al viento.

El joven escritor peruano Abraham Valdelomar, entonces estudiante universitario, fue uno de los voluntarios que se alistaron en el ejército durante la tensión con el Ecuador, como soldado de artillería. A raíz de ello empezó a escribir crónicas periodísticas-literarias para El Diario de Lima, que envió desde la Escuela Militar de Chorrillos bajo el título de Con la argelina al viento, que se publicaron con regularidad desde el 12 de abril hasta el 13 de junio de 1910. El Diario era el periódico oficial del gobierno de Leguía y estaba dirigido por el pisqueño Enrique Castro Oyanguren.
Aparte de Valdelomar, fueron muchos los estudiantes universitarios que se alistaron voluntariamente, varios de los cuales serían notables intelectuales, diplomáticos y políticos, los mismos que conformaron el Batallón Universitario: José de la Riva Agüero y Osma, Víctor Andrés Belaúnde, Rafael Belaúnde Diez Canseco, Pedro Yrigoyen Díez-Canseco, Raymundo Morales de la Torre, Toribio Alayza y Paz Soldán, Óscar Miró Quesada de la Guerra, Felipe Barreda y Laos, Juan Bautista de Lavalle y García, Manuel Prado y Ugarteche, Carlos Zavala Loayza, José María de la Jara y Ureta, Carlos Concha Cárdenas, entre otros.
Es de resaltar el entusiasmo patriótico de los jóvenes peruanos de ese tiempo, de todas las clases sociales, y como el mismo Valdelomar señalaba en una de sus crónicas (“Las últimas canillas”), contrastaba con lo que ocurría en otros países como Chile, donde fracasaban los llamamientos militares, mientras que en el Perú se presentaban por familias.

## Movimientos civiles en Ecuador
A raíz de la amenaza de un conflicto armado con el vecino país de Perú. Un grupo de médicos guayaquileños, preocupados por la posible necesidad de apoyo sanitario para los heridos de guerra, el 22 de abril de 1910 surge la idea de Cruz Roja en Ecuador, previa convocatoria hecha por la Sociedad Médico Quirúrgica de los Hospitales, se realizó una sesión que se instaló en el Salón de Honor del Colegio Nacional Vicente Rocafuerte, y contó además con la asistencia de ilustres ciudadanos guayaquileños y representantes de diferentes entidades benéficas.